# Thomas Rowlandson
Thomas Rowlandson (London, 1756. július 13. – London, 1827. április 22.) angol grafikus, festőművész és karikaturista. A szatíra és a karikatúra festői műfajában kérlelhetetlen igazságérzettel elemzi kora társadalmát.

## Tanulmányai és munkássága
A londoni Királyi Művészeti Akadémián tanult, tanulmányai befejeztével a kontinensre utazott, főleg párizsi tartózkodása tett rá mély benyomást. Kezdetben portréfestéssel foglalkozott, de Londonba való visszatérése után (1780 körül) fokozatosan műfajt vált, erotikus szatírákat és karikatúrákat rajzol és önálló rézkarcsorozatokat ad ki. Az emigrációban élő francia Puginnal együttműködve számos emblematikus részét festik meg Londonnak és a londoni társasági élet eseményeinek. Hamarosan nagy sikerei lesznek Goldsmith, Henry Fielding, Sterne, W. Coombe műveinek illusztrálásával, illusztrátorként mindig a szövegek festői elemeit ábrázolja.

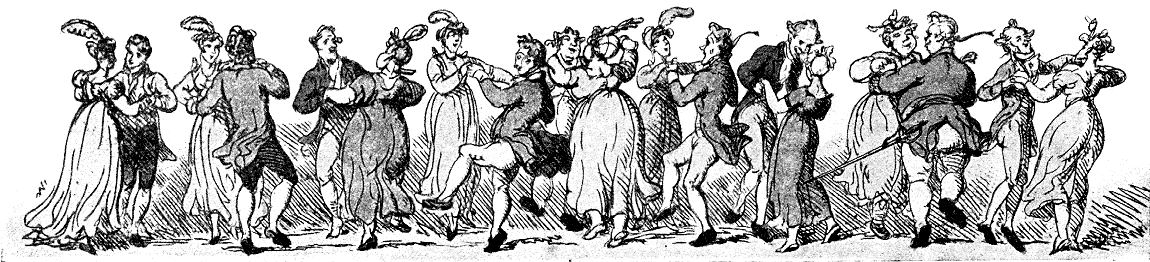

William Hogarth modern utóda Rowlandson a karikaturisztikus jelenetek ábrázolásában, de mig Hogarth képein a "festett komédia" jelenik meg erkölcsi célzattal, addig Rowlandson célzatos, kegyetlen humort produkál, nevetségessé tesz, jobbik esetben megmosolyogtat. Két híres élclap számára is dolgozik, az English Story-nak és a Humorist-nak. Sokszor gyorsan és sok rajzot kell leadnia, kénytelen többször önmagát is ismételni, mégis ebben a sok rajzban nagyon sok mű kiválóan megragadja a korszak visszásságait, álszemérmességét, humoros és erotikus jeleneteit. A karikatúra festészet műfajában a francia Honoré Daumier munkásságával vetekszik Rowlandson teljesítménye.

## Rowlandson és Pugin együttes alkotásaiból

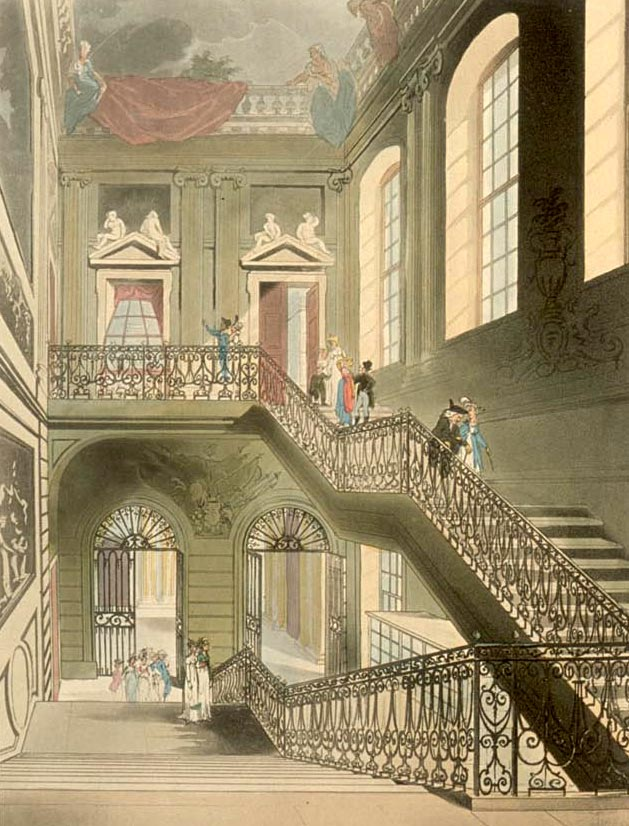
Lépcsőház a Montagu-házban, Bloomsbury, London (Ez a ház volt a British Museum első otthona) (1808-11)
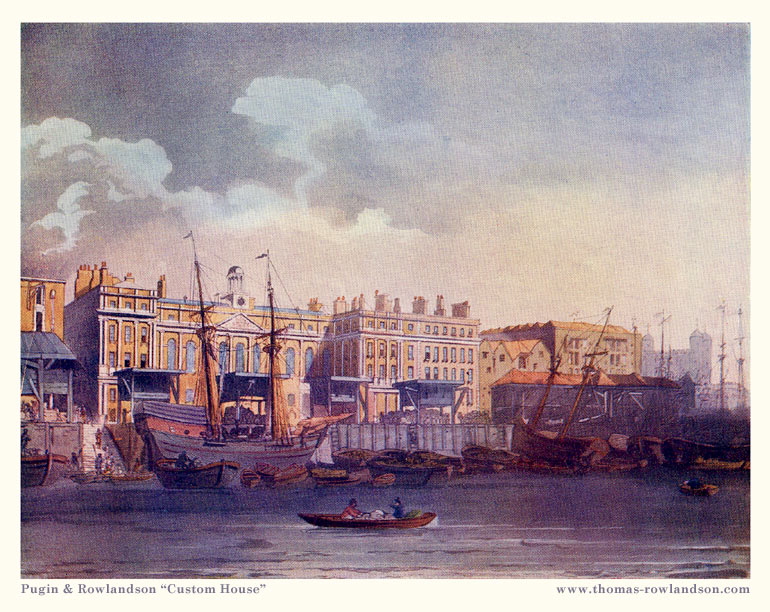
Vámház, London (1808-11)
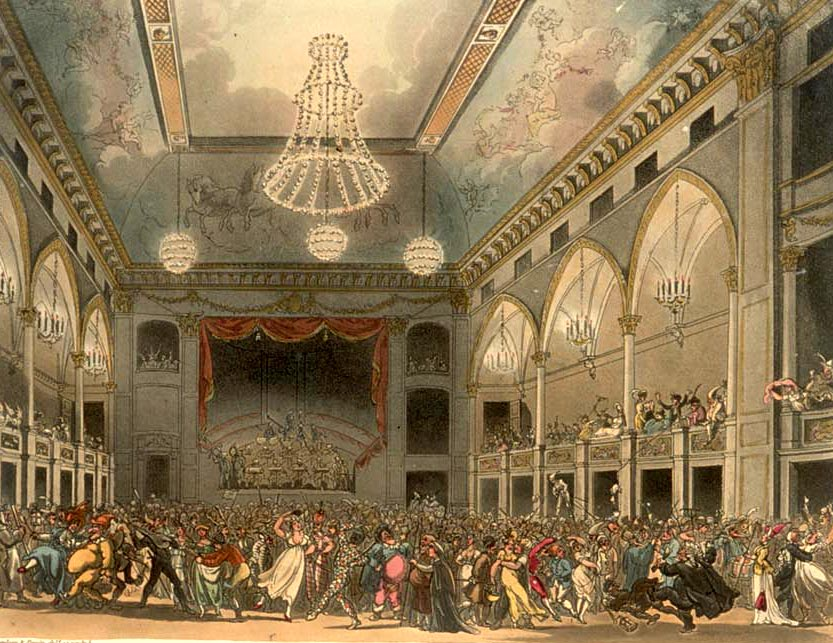
Maszkabál a Pantheonnál az Oxford utcában (1808-11)
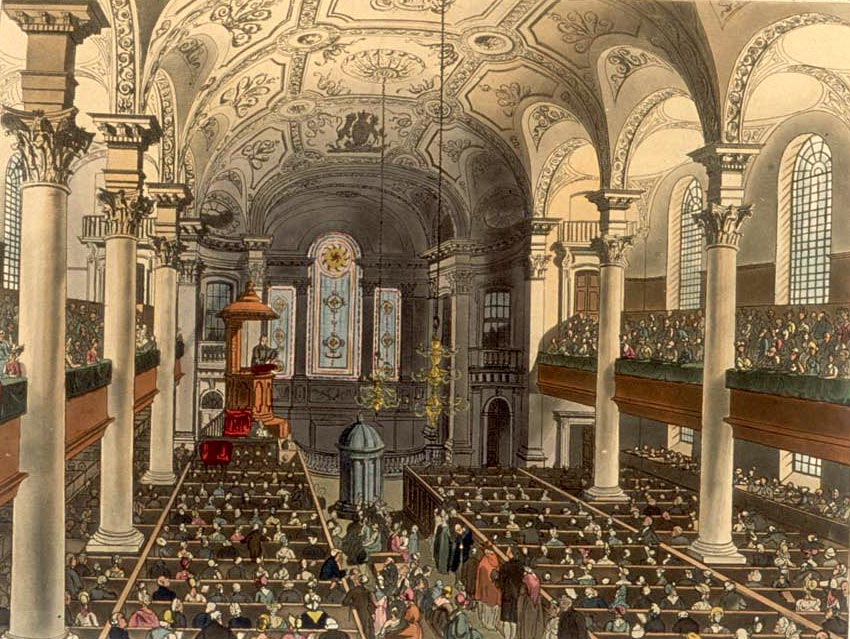
St Martin-in-the-Fields templom (1808-11)

## Humoros és erotikus képeiből

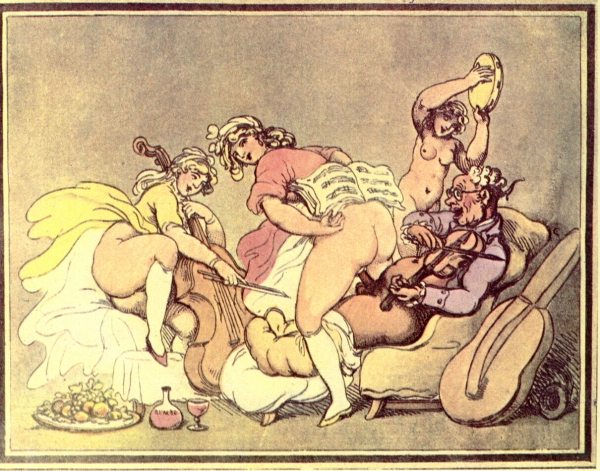
A koncert
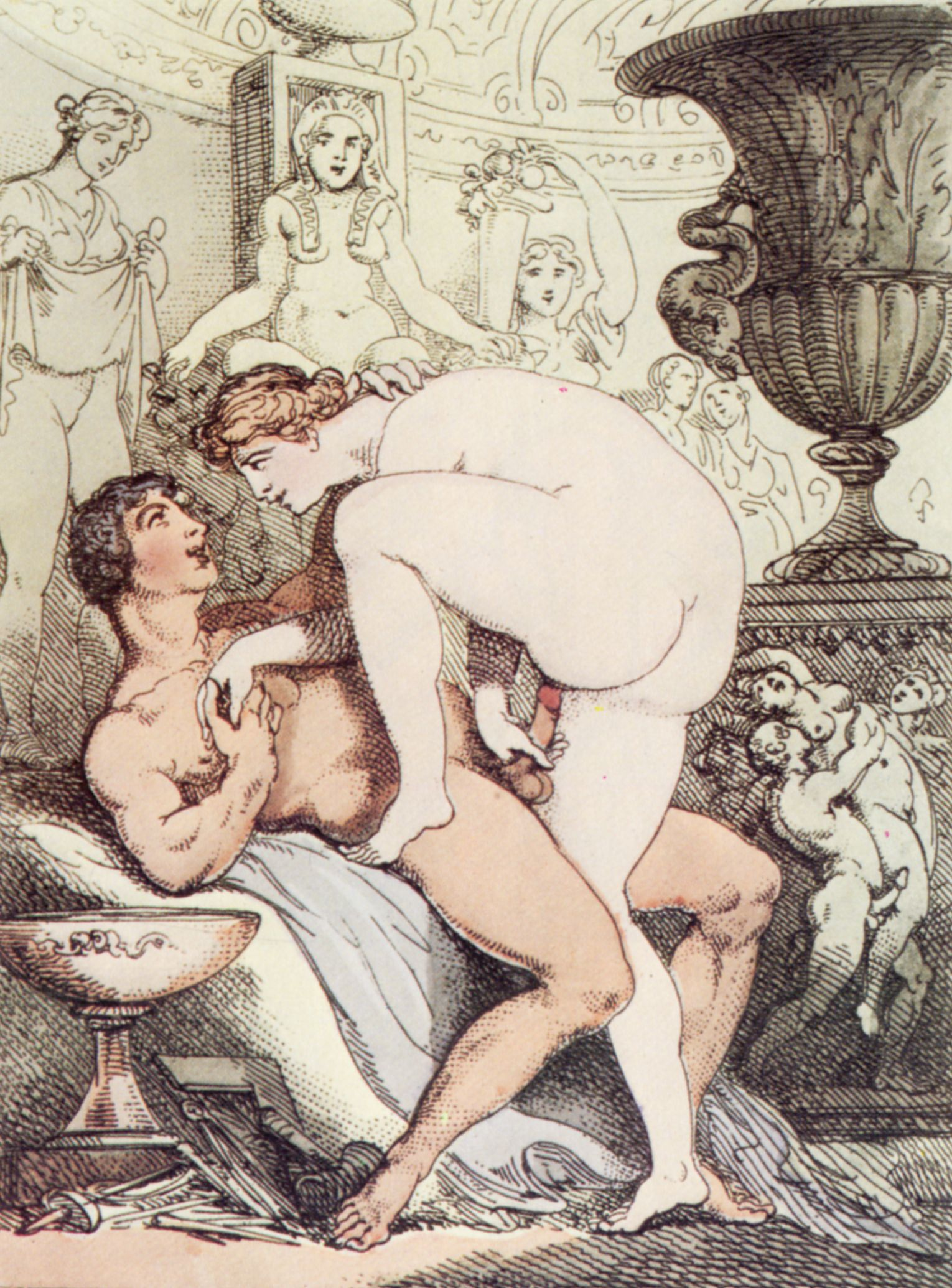
A modern Pigmalion
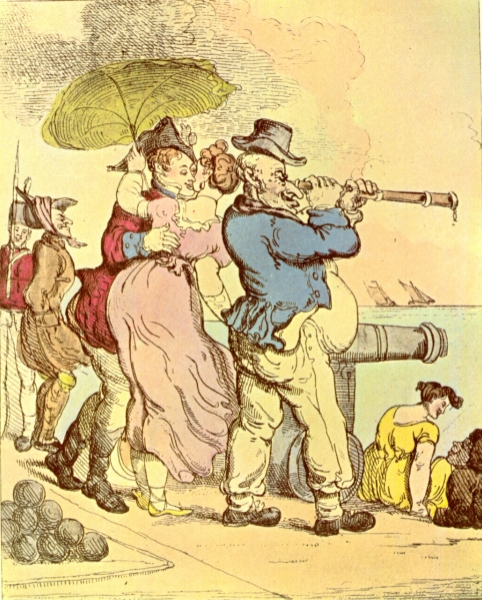
Lopott csókok
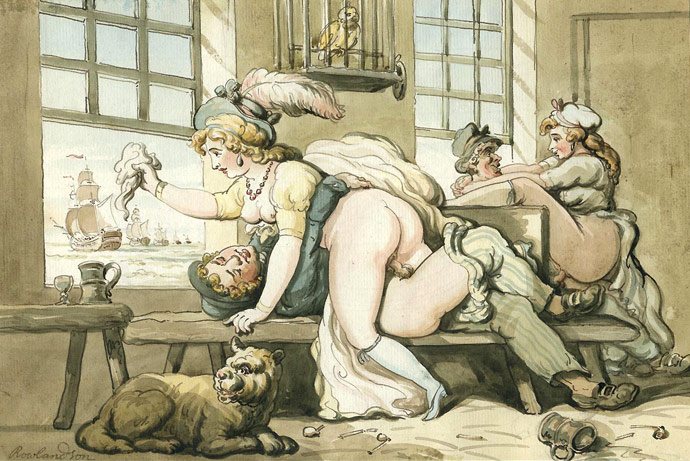
Viszontlátásra!

## Rajzainak kiadásai
- J. Grego: Rowlandson the Caricaturist, his life, works and times. tom. 1-2. London, 1880.
- A. P. Oppe: Thomas Rowlandson. London, 1923.
- Robert R. Wark: Drawings by Thomas Rowlandson in the Huntington Collection, San Marino, CA 1975. pp. IX, 398  ISBN 0873280652

## Külső hivatkozások
- Thomas Rowlandson galériája